# Alamillo
Alamillo é um município  da Espanha na província de Ciudad Real, comunidade autónoma de Castilla-La Mancha, de área 67,63 km² com população de 554 habitantes (2009) e densidade populacional de 8,23 hab/km².

## Demografia

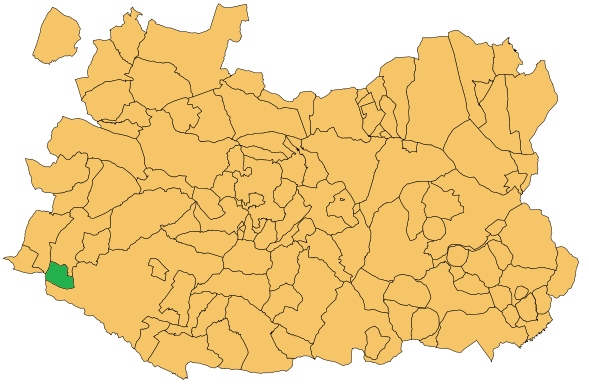
Mapa de localização

| Variação demográfica do município entre 1991 e 2004 | Variação demográfica do município entre 1991 e 2004 | Variação demográfica do município entre 1991 e 2004 | Variação demográfica do município entre 1991 e 2004 |
| --------------------------------------------------- | --------------------------------------------------- | --------------------------------------------------- | --------------------------------------------------- |
| 1991                                                | 1996                                                | 2001                                                | 2004                                                |
| 742                                                 | 693                                                 | 663                                                 | 631                                                 |